# Hideki Miyazaki
Hideki Miyazaki (jap. 宮崎秀基, Miyazaki Hideki; * 29. September 1962 in der Präfektur Hokkaidō) ist ein ehemaliger japanischer Nordischer Kombinierer.

## Werdegang
Miyazaki, der 1981 in Sapporo als Schüler der Hokusho High School japanischer Juniorenmeister wurde, gab in der erstmals ausgetragenen Weltcup-Saison 1983/84 sein internationales Debüt. So stellte der Wettkampf nach der Gundersen-Methode im Rahmen der Lahti Ski Games im März 1984 seine erste nachgewiesene Weltcup-Teilnahme dar, verpasste dort allerdings deutlich die Punkteränge. Darüber hinaus debütierte er in Lahti auch im Skisprung-Weltcup, wo er jedoch mit dem 63. Platz noch deutlicher an Punktgewinnen scheiterte. Wenige Tage später erreichte er beim Gundersen Einzel in Oslo den 18. Platz, wodurch er aufgrund des damaligen Punktesystems weiterhin punktlos blieb. Im Frühjahr 1984 wurde Miyazaki zudem zum ersten und einzigen Mal japanischer Meister.
Bei den Nordischen Skiweltmeisterschaften 1985 in Seefeld belegte Miyazaki im Gundersen Einzel von der Toni-Seelos-Olympiaschanze und über 15 Kilometer den 27. Platz, womit er bester Japaner des Wettbewerbs war. Darüber hinaus wurde er gemeinsam mit Shuhei Narita und Hiroki Uchida Vorletzter beim 3×10 km-Teamwettkampf. Auch bei den Nordischen Skiweltmeisterschaften 1987 in Oberstdorf war Miyazaki Teil der japanischen Delegation. Während er sich im Einzel auf Rang 36 verschlechterte, steigerte er sich gemeinsam mit Masashi Abe und Kazuoki Kodama im Teamwettkampf, den Japan auf dem achten Platz abschloss. Wenige Wochen später belegte er beim Weltcup-Rennen in Lahti den 24. Platz, ehe er drei Wochen später in Oslo als Dreizehnter seine ersten Weltcup-Punkte gewinnen konnte. Die Saison schloss er auf dem 37. Platz in der Weltcupgesamtwertung ab. Zwar gelang ihm in der darauffolgenden Saison nicht der Sprung in die Punkteränge, doch wurde er trotzdem ins japanische Team für die Olympischen Winterspiele 1988 in Calgary nominiert. Im Einzel startete Miyazaki mit einer schwachen Sprungleistung in den Wettbewerb, sodass er erst als Vorletzter auf die Loipe ging und sich letztlich nur noch um wenige Plätze auf Rang 37 verbessern konnte. Gemeinsam mit Masashi Abe und Kazuoki Kodama wurde er im Team Neunter.
Der Winter 1988/89 stellte seine beste Saison im Weltcup dar. So erreichte er zweimal die Punkteränge und erzielte dabei mit dem sechsten Rang im Breitenwang sein bestes Karriereergebnis. Darüber hinaus nahm er im Februar 1989 in Lahti ein drittes Mal an Nordischen Skiweltmeisterschaften teil und konnte dabei mit Rang 27 im Einzel bester Japaner werden. Gemeinsam mit Kazuoki Kodama und Toshiaki Maruyama wurde er zudem Letzter im 3×10 km-Teamwettkampf. Den Winter schloss er auf dem 26. Platz in der Weltcup-Gesamtwertung ab. Nachdem er bei den Lahti Ski Games 1990 das Rennen nach einem mittelmäßigen Sprungdurchgang nicht beendet hatte, trat er im Anschluss international nicht mehr in Erscheinung.

## Statistik

### Teilnahmen an Olympischen Winterspielen
| Jahr und Ort | Wettbewerb | Wettbewerb |
| Jahr und Ort | Gundersen  | Team       |
| ------------ | ---------- | ---------- |
| 1988 Calgary | 37.        | 09.        |

### Platzierungen bei Weltmeisterschaften
| Jahr und Ort    | Wettbewerb | Wettbewerb |
| Jahr und Ort    | Gundersen  | Team       |
| --------------- | ---------- | ---------- |
| 1985 Seefeld    | 27.        | 10.        |
| 1987 Oberstdorf | 36.        | 08.        |
| 1989 Lahti      | 27.        | 10.        |

### Weltcup-Platzierungen
| Saison  | Platz | Punkte |
| ------- | ----- | ------ |
| 1986/87 | 37.   | 03     |
| 1988/89 | 26.   | 11     |